# Galeone

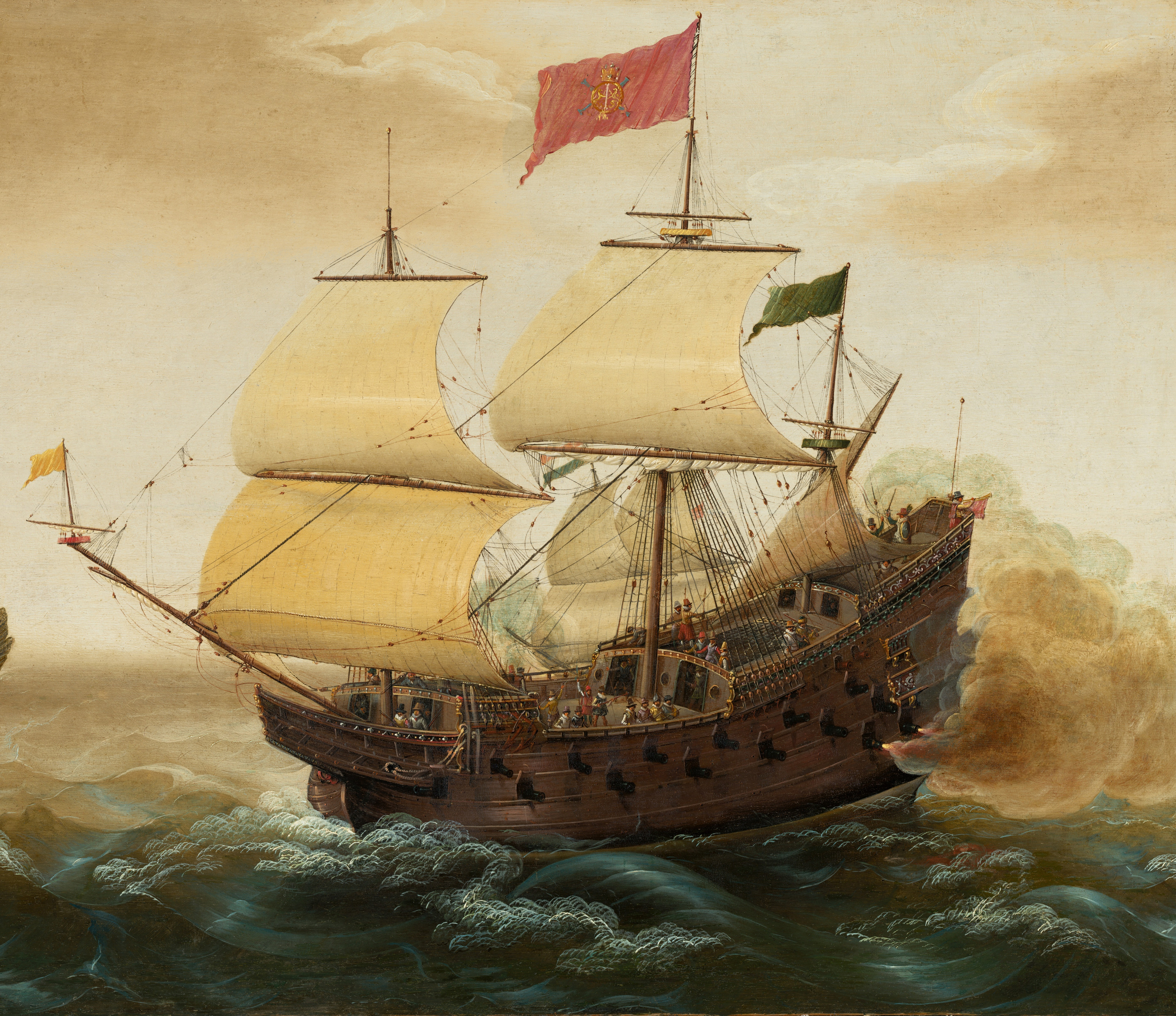
Darstellung einer spanischen Galeone (Cornelis Verbeeck, ca. 1618/1620)

Die Galeone war ein ursprünglich im Spanien des 16. Jahrhunderts entwickelter meist dreimastiger Segelschiffstyp. Entgegen der landläufigen Meinung handelt es sich bei der Galeone nicht um ein schwerfälliges Handelsschiff, sondern um ein für die damalige Epoche schnelles, wendiges und hochseetaugliches Kriegsschiff. Aufgrund ihrer überlegenen militärischen Eigenschaften wurde die Galeone von nahezu allen seefahrenden Nationen Europas übernommen und eigenständig weiterentwickelt.
Ende des 16. Jahrhunderts und weit in das 17. Jahrhundert hinein war die Galeone der dominierende Kriegsschifftyp und wurde in sehr unterschiedlichen Größen und Ausprägungen gebaut. Für Galeonen typisch ist das Galion, eine vorspringende Plattform am Bug der Schiffe, die das Bedienen des Blindensegels am Bugspriet erleichterte. Dieses Merkmal wurde von anderen Schiffstypen des 17. Jahrhunderts, wie den Orlogschiffen, der Fleute, dem Pinassschiff und vielen weiteren übernommen. Deshalb werden diese Schiffstypen leicht mit Galeonen verwechselt.

## Verbreitung und Einsatz
Galeonen waren zunächst vor allem in Spanien, Portugal und später in anderen Ländern als hochseetaugliche Kriegs- und Freibeuterschiffe verbreitet. Die Spanier benutzten Galeonen unter anderem, um Truppen und Ausrüstung nach Neuspanien (Amerika) und in den fernen Osten zu transportieren. Da die mit Schätzen beladenen spanischen Schiffe auf der Rückreise immer wieder den Angriffen vor allem englischer, französischer und niederländischer Piraten und Freibeuter ausgesetzt waren, gingen die Spanier dazu über, große Kriegsschiffe, wehrhafte Galeonen, als Transporter einzusetzen. Zunehmend bauten die Spanier zu diesem Zweck sehr große Galeonen wie die Manila-Galeonen. Diesem Umstand ist geschuldet, dass die Galeone oft fälschlicherweise als Handelsschiff interpretiert wird.
In England bildete sich gleichzeitig ein deutlich kleinerer Galeonentyp heraus, dessen Hauptaufgabe rein militärisch zu betrachten ist. Diese Schiffe waren sehr wendig und für den Einsatz der aufkommenden weitreichenden Kanonen optimiert. Im Jahr 1588 trafen diese sehr unterschiedlichen Ausprägungen der Galeone auf dem Ärmelkanal aufeinander.
Die Spanische Armada wurde dabei trotz zahlenmäßiger Überlegenheit von der agileren englischen Flotte besiegt, da die kleineren englischen Galeonen wendiger und seetüchtiger waren und ihre weitreichenden Kanonen bereits auf Distanz zum Einsatz bringen konnten. Mit den englischen Galeonen begann somit die Zeit der modernen Seekriegsführung, die auf  überlegene Artillerie und das Seegefecht über Distanz setzt.
Zu Beginn des 17. Jahrhunderts hatte sich die Galeone als Kriegsschiff so weit durchgesetzt, dass die Bezeichnung Galeone als Klassifizierung allmählich außer Gebrauch kam. Die letzten Schiffe, die noch gelegentlich als Galeonen bezeichnet werden, sind die englische Prince Royal (1610), die französische Saint Louis (1626) und die schwedische Vasa (1628). Danach ging man dazu über, Schiffe nach ihrer Größe oder ihrem Verwendungszweck zu unterscheiden, wie etwa Orlogschiff, Linienschiff oder Ostindienfahrer.
Lediglich spanische Schiffe, die Handelswaren und Schätze aus den Kolonien nach Europa beförderten, wurden noch im 18. Jahrhundert Galeonen genannt. Mit diesem Begriff wurde allerdings kein bestimmter Schiffstyp mehr bezeichnet, sondern jedes große spanische Schiff, das in dieser Funktion unterwegs war.

## Entwicklung und Merkmale
Der Ursprung der Galeone liegt im Dunkeln. Der Schiffstyp dürfte aus der Fusion der Kampfkraft der großen Karacken mit den guten Segeleigenschaften der kleineren Karavellen in Spanien oder Portugal entstanden sein. Auch über den Ursprung des Wortes Galeone selbst ist nichts Gesichertes bekannt. Gemutmaßt wird aber, dass sich die Bezeichnung vom Galion ableitet, das ein wesentliches Merkmal des Schiffstyps darstellt.
Die großen Karacken dieser Zeit waren wie nahezu alle Kriegsschiffe seit der Antike strategisch auf die Übertragung des Landkrieges auf Seegefechte ausgerichtet. Es ging im Wesentlichen darum, gegnerische Schiffe zu entern und mit überlegener Mannschaft im Nahkampf zu erobern. Geschütze dienten dabei lediglich zur Dezimierung der gegnerischen Mannschaft kurz vor dem Entern des Feindes. Allein das Laden und Abfeuern dieser Kanonen dauerte bis zu 30 Minuten.
Wichtig waren unter diesen Voraussetzungen hohe, burgenähnliche Vorder- und Achterkastelle, die schwer zu erobern waren und aus denen der Gegner beschossen werden konnte. Diese Schiffe waren jedoch sehr seitenwindanfällig, schwer zu manövrieren und extrem topplastig. Für den aufkommenden Hochseeeinsatz im Atlantik zwischen Spanien und Neuspanien erwiesen sich die Karacken schlicht als ungeeignet und im Bau und Unterhalt als viel zu teuer. Mit der Konstruktion der Galeone wurden diese Mängel der Karacke im Atlantikeinsatz durch folgende konstruktiven Veränderungen behoben:
- Durch die drastische Reduzierung der Aufbauten wurde der Windwiderstand verringert.

- Mit dieser Reduzierung verlagerte sich auch der Schwerpunkt des Schiffes nach unten, was der Stabilität beim Segeln zugutekam.

- Im Vergleich zur Karacke hatten die Galeonen einen deutlich schlankeren Rumpf. Das Verhältnis Länge  : Breite wurde bei den Galeonen von etwa 3:1 auf 4:1 erhöht. Mit der damit verbundenen Reduktion des Wasserwiderstandes, die auch durch eine überarbeitete Rumpfform erreicht wurde, waren die Galeonen nicht nur schneller, sondern auch wendiger und kursstabiler als ältere Schiffsformen.

- Galeonen verfügten wie die Karavellen über ein Plattgatt oder Spiegelheck. Dies verringerte Sprünge und Risse im stark gebogenen Bereich der Planken am Heck von Rundgattschiffen in warmen tropischen Gewässern deutlich. Zusätzlich wurde durch das Galion, eine Plattform am Bug des Schiffes, die Bedienung des Blindensegels am Bugspriet erheblich erleichtert.

Dreimastige Galeonen trugen an Fock- und Großmast Rahsegel, am Besanmast ein Lateinersegel. Bei viermastigen Galeonen kam ein weiteres Lateinersegel am Bonaventurmast dazu. Alle Galeonen hatten zumindest an den Vormasten Marssegel, die größeren auch Bramsegel, auf dem Bugspriet eine Blinde und später auch oft eine Oberblinde.

Detail: Turmbau zu Babel; Pieter Bruegel d. Ä., 1563

Zur Bauzeit der frühen Galeonen hatten Kanonen meist kleine und unterschiedliche Kaliber und waren nicht sehr treffsicher. Seeschlachten wurden noch im Enterkampf entschieden, wobei die Kämpfer auf einem größeren und höheren Schiff deutlich im Vorteil waren. Daher waren die älteren Galeonen (und die spanischen bis zur Armadaschlacht) etwas mehr in die Höhe gebaut, was sie allerdings schwerfälliger und noch nicht so seetüchtig machte.
Als sich gegen Ende des 16. Jahrhunderts Kanonen durchsetzten, deren Kugeln auch eine Schiffswand durchschlagen konnten, waren die Zeiten des Enterkampfschiffes gezählt. Ein Schiff mit überlegener Artillerie konnte seinen Gegner auf Abstand halten, so dass dessen vielleicht größere Entermannschaft gar nicht erst zum Einsatz kam. In der Folge wurden die Galeonen niedriger gebaut und erhielten eine immer stärkere Bestückung mit schweren Geschützen.
Bekanntheit bis in höfische Kreise erlangten kunstvolle Schiffsmodelle wie die Mechanische Galeone des Kurfürsten August.